# Giuseppe Cosenza
Giuseppe Cosenza (Napoli, 20 febbraio 1788 – Capua, 30 marzo 1863) è stato un cardinale e arcivescovo cattolico italiano.

## Biografia
Nacque a Napoli, capitale del regno borbonico, il 20 febbraio 1788 in una nobile famiglia e, battezzato lo stesso giorno, ricevette il sacramento della riconfermazione il 22 dicembre 1807. Era cugino del cardinale Francesco Saverio Apuzzo e zio dell'arcivescovo di Capua Gennaro Cosenza. Completati gli studi presso l'Università di Napoli, conseguì il dottorato in teologia e venne ordinato presbitero per l'arcidiocesi di Napoli il 14 marzo 1812.
Pro-rettore del Seminario Urbano, svolse l'attività di docente di teologia dogmatica ed ebraico presso il liceo arcivescovile, esaminatore ordinario ed esaminatore postsinodale.

### Ministero episcopale
Nominato vescovo di Andria il 2 luglio 1832, ricevette la consacrazione episcopale l'8 luglio successivo presso la chiesa di Santa Maria in Vallicella in Roma dal cardinale Giovanni Francesco Falzacappa, prefetto del Supremo tribunale della Segnatura apostolica, co-consacranti gli arcivescovi Luigi Bottiglia Savoulx e Giovanni Niccolò Tanara. Venne promosso da papa Pio IX alla guida dell'arcidiocesi metropolitana di Capua il 10 settembre 1850 e fu insignito dai Borbone del titolo di cavaliere dell'Insigne e reale ordine di San Gennaro e fu inoltre insignito del gran collare e fu il primo gran priore dell'Ordine militare del Santissimo Salvatore di Santa Brigida di Svezia, carica che mantenne fino al giorno della sua morte.
Papa Pio IX lo elevò al rango di cardinale nel concistoro del 30 settembre 1850, quando ricevette il titolo di Santa Maria in Traspontina. Morì il 30 marzo 1863 all'età di 75 anni a Capua e, esposto nel duomo, fu sepolto presso il cimitero cittadino; il 30 luglio 1913 le sue spoglie furono riesumate. Insieme a quelle del cugino cardinale Francesco Saverio Apuzzo, vennero portate nel duomo con una solenne celebrazione.
Venne eretto un monumento commemorativo per iniziativa del capitolo del duomo di Capua e l'arcidiacono canonico Raffaele Musone compose l'epitaffio. Nel 1863 Pasquale Cerulli scrisse Elogio funebre dell'eminentissimo cardinale Giuseppe Cosenza arcivescovo di Capua, conservato presso la biblioteca diocesana di Mileto e presso la biblioteca dell'arcidiocesi di Sorrento-Castellammare di Stabia. Si tratta dell'elogio proclamato nel duomo di Capua il giorno dei solenni funerali, il 1 aprile 1863, dallo stesso Cerulli.

## Genealogia episcopale e successione apostolica
La genealogia episcopale è:
- Cardinale Scipione Rebiba
- Cardinale Giulio Antonio Santori
- Cardinale Girolamo Bernerio, O.P.
- Arcivescovo Galeazzo Sanvitale
- Cardinale Ludovico Ludovisi
- Cardinale Luigi Caetani
- Cardinale Ulderico Carpegna
- Cardinale Paluzzo Paluzzi Altieri degli Albertoni
- Papa Benedetto XIII
- Papa Benedetto XIV
- Papa Clemente XIII
- Cardinale Bernardino Giraud
- Cardinale Alessandro Mattei
- Cardinale Giovanni Francesco Falzacappa
- Cardinale Giuseppe Cosenza

La successione apostolica è:
- Cardinale Francesco Saverio Apuzzo (1854)
- Vescovo Ignazio Carlo Vittore Papardo, C.R. (1858)

Inoltre, è co-consacrante principale di:
- Vescovo Giuseppe Iannuzzi (1843)
- Vescovo Ignazio de' Bisogno (1849)
- Vescovo Ignazio Maria Selitti (1849)